# Juan Antonio Señor
Juan Antonio Señor Gómez (* 26. srpna 1958, Madrid) je bývalý španělský fotbalista. Hrál především na pozici záložníka. Se španělskou reprezentací získal stříbrnou medaili na mistrovství Evropy v roce 1984, přičemž odehrál všech pět španělských utkání na turnaji. Zúčastnil se i mistrovství světa v roce 1986, kde nastoupil ve čtyřech z pěti zápasů a ve čtvrtfinále proti Belgii vstřelil gól. Za národní tým nastupoval v letech 1982–1988 a odehrál 41 utkání, v nichž vstřelil 6 branek. Na klubové úrovni hrál za Deportivo Alavés (1978–1981) a Real Zaragoza (1981–1990). Se Zaragozou získal španělský pohár v sezóně 1985–86. V roce 1983 byl vyhlášen nejlepším španělským hráčem La Ligy v anketě časopisu Don Balón. Po skončení hráčské kariéry se stal trenérem.